# Cerro Lipez
Le Cerro Lipez est un stratovolcan dans la cordillère de Lipez, dans la province de Sud Lípez, dans le département de Potosí, au sud-ouest de la Bolivie.
Ses deux sommets jumeaux s'élèvent à une altitude de 5 929 mètres.
Un sommet secondaire à quatre kilomètres au sud-ouest du Cerro Lipez, culminant à environ 5 500 mètres, est nommé Nuevo Mundo, entraînant une confusion avec le Nuevro Mundo à environ 250 kilomètres au nord-est.